# Oekraïne op de Olympische Winterspelen 2014
Oekraïne nam deel aan de Olympische Winterspelen 2014 in Sotsji, Rusland.
Van de 43 deelnemers (19 mannen en 24 vrouwen) die Oekraïne vertegenwoordigden bij de zesde deelname van het land aan de Winterspelen namen er achttien op eerdere edities deel. Voor biatleet Andrij Deryzemlja was het zijn vijfde opeenvolgende deelname, voor langlaufster Valentina Shevchenko haar vierde. Voor de zestien anderen was het hun derde of tweede deelname.

## Medailleoverzicht
| Sport   | Olympiër                                                      | Onderdeel            | Medaille |
| ------- | ------------------------------------------------------------- | -------------------- | -------- |
| Biatlon | Vita Semerenko Joelia Dzjyma Valj Semerenko Olena Pidhroesjna | 4×6 km estafette (v) | Goud     |
| Biatlon | Vita Semerenko                                                | 7,5 km sprint (v)    | Brons    |

## Deelnemers en resultaten
(m) = mannen, (v) = vrouwen 

### Alpineskiën
| Olympiër (deelname)   | Onderdeel        | Resultaat | Prestatie                                                            |
| --------------------- | ---------------- | --------- | -------------------------------------------------------------------- |
| Dmytro Mytsak         | reuzenslalom (m) | 60e       | 1e run: 1.34,22 (67e) 2e run: 1.37,18 (64e) totaal: 3.11,40 (+26,11) |
| Dmytro Mytsak         | slalom (m)       | DSQ       | 1e run: 1.01,57 (72e) 2e run: gediskwalificerd                       |
| Dmytro Mytsak         | super g (m)      | 52e       | 1.28,51 (+10,37)                                                     |
|                       |                  |           |                                                                      |
| Bogdana Matsotska (2) | reuzenslalom (v) | 43e       | 1e run: 1.25,25 (48e) 2e run: 1.25,28 (45e) totaal: 2.50,53 (+13,66) |
| Bogdana Matsotska (2) | super g (v)      | 27e       | 1.31,58 (+6,06)                                                      |

### Biatlon
Mannen
| Olympiër (deelname)                                                  | Onderdeel     | Resultaat | Prestatie |
| -------------------------------------------------------------------- | ------------- | --------- | --- |
| Andrij Deryzemlja (5)                                                | individueel   | 46e       | 54.40,9 (+5.08,3) [0+2+1+0]                                                                                   |
| Andrij Deryzemlja (5)                                                | sprint        | 22e       | 25.29,0 (+55,5) [0+1]                                                                                         |
| Andrij Deryzemlja (5)                                                | achtervolging | 36e       | 36.21,5 (+2.32,9) [0+0+1+2]                                                                                   |
| Dmytro Pidruchnyi                                                    | individueel   | 55e       | 55.53,4 (+6.21,7) [1+0+1+1]                                                                                   |
| Artem Pryma                                                          | individueel   | 81e       | 58.35,2 (+9.03,5) [3+1+0+3]                                                                                   |
| Artem Pryma                                                          | sprint        | 32e       | 25.57,6 (+1.24,1) [0+1]                                                                                       |
| Artem Pryma                                                          | achtervolging | 44e       | 37.39,3 (+3.50,7) [0+1+2+1]                                                                                   |
| Sergij Sednev (2)                                                    | sprint        | 44e       | 26.16,8 (+1.43,3) [1+0]                                                                                       |
| Sergij Sednev (2)                                                    | achtervolging | 54e       | 39.33,8 (+5.45,2) [1+0+1+1]                                                                                   |
| Serhij Semenov (2)                                                   | individueel   | 9e        | 51.07,9 (+1.36,2) [1+0+0+0]                                                                                   |
| Serhij Semenov (2)                                                   | sprint        | 41e       | 26.10,4 (+1.36,9) [1+0]                                                                                       |
| Serhij Semenov (2)                                                   | achtervolging | 39e       | 36.48,1 (+2.59,5) [0+2+1+0]                                                                                   |
| Team: Dmytro Pidruchnyi Andrij Deryzemlja Artem Pryma Serhij Semenov | estafette     | 9e        | totaal: 1:14.21,1 (+2.05,2) [0+6 0+1] 17.35,4 [0+2 0+0] 18.17,4 [0+2 0+1] 18.59,9 [0+1 0+0] 19.29,4 [0+1 0+0] |

Vrouwen
| Olympiër                                                      | Onderdeel     | Resultaat | Prestatie                                                                                           |
| ------------------------------------------------------------- | ------------- | --------- | --------------------------------------------------------------------------------------------------- |
| Juliya Dzhyma                                                 | individueel   | 7e        | 45.49,9 (+2.30,3) [0+1+0+0]                                                                         |
| Juliya Dzhyma                                                 | sprint        | 42e       | 22.55,5 (+1.48,7) [1+2]                                                                             |
| Juliya Dzhyma                                                 | achtervolging | DNS       | niet gestart                                                                                        |
| Juliya Dzhyma                                                 | massastart    | 22e       | 38.10,8 (+2.45,2) [0+0+2+2]                                                                         |
| Olena Pidhroesjna (2)                                         | individueel   | 8e        | 45.59,5 (+2.39,9) [0+0+0+1]                                                                         |
| Olena Pidhroesjna (2)                                         | sprint        | 26e       | 22.12,8 (+1.06,0) [0+1]                                                                             |
| Olena Pidhroesjna (2)                                         | achtervolging | 22e       | 31.54,2 (+2.23,5) [0+0+0+1]                                                                         |
| Olena Pidhroesjna (2)                                         | massastart    | 7e        | 36.37,1 (+1.11,5) [0+0+0+0]                                                                         |
| Valj Semerenko (2)                                            | individueel   | 19e       | 47.28,2 (+4.08,6) [1+0+1+0]                                                                         |
| Valj Semerenko (2)                                            | sprint        | 12e       | 21.44,9 (+38,1) [0+1]                                                                               |
| Valj Semerenko (2)                                            | achtervolging | 5e        | 30.23,6 (+52,9) [1+0+0+0]                                                                           |
| Valj Semerenko (2)                                            | massastart    | 12e       | 37.03,5 (+1.37,9) [0+0+2+0]                                                                         |
| Vita Semerenko (3)                                            | individueel   | 29e       | 48.29,2 (+5.09,6) [0+0+0+3]                                                                         |
| Vita Semerenko (3)                                            | sprint        | Brons     | 21.28,5 (+21,7) [0+0]                                                                               |
| Vita Semerenko (3)                                            | achtervolging | 10e       | 30.40,3 (+1.09,6) [0+1+1+0]                                                                         |
| Vita Semerenko (3)                                            | massastart    | 16e       | 37.16,1 (+1.37,9) [0+0+1+0]                                                                         |
| Vita Semerenko Juliya Dzhyma Valj Semerenko Olena Pidhroesjna | estafette     | Goud      | totaal: 1:10.02,5 [0+1 0+4] 16.56,4 [0+0 0+1] 17.16,3 [0+0 0+0] 17.40,9 [0+0 0+3] 18.08,9 [0+1 0+0] |

Gemengd
| Olympiër                                                          | Onderdeel          | Resultaat | Prestatie |
| ----------------------------------------------------------------- | ------------------ | --------- | --- |
| Natalya Burdyga Mariya Panfilova Andrij Deryzemlja Serhij Semenov | gemengde estafette | 7e        | totaal: 1:12.05,2 (+2.48,2) [0+2 1+6] 16.02,5 [0+0 0+1] 17.55,5 [0+1 0+1] 19.02,9 [0+0 0+3] 19.19,2 [0+1 0+1] |

### Freestyleskiën
| Olympiër (deelname)     | Onderdeel   | Resultaat | Prestatie                                                                       |
| ----------------------- | ----------- | --------- | ------------------------------------------------------------------------------- |
| Oleksandr Abramenko (3) | aerials (m) | 6e        | kwalificatie 1: 6e; 109.50 pnt. finale 1: 3e; 119.03 pnt. finale 2: 113.12 pnt. |
| Mykola Puzderko         | aerials (m) | 20e       | kwalificatie 1: 12e; 98.41 pnt. kwalificatie 2: 14e; 77.88 pnt.                 |
|                         |             |           |                                                                                 |
| Nadiya Didenko (3)      | aerials (v) | DNS       | niet gestart                                                                    |
| Nadia Mochnatska        | aerials (v) | 17e       | kwalificatie 1: 19e; 52.44 pnt. kwalificatie 2: 11e; 69.31 pnt.                 |
| Anastasiya Novosad      | aerials (v) | 16e       | kwalificatie 1: 18e; 56.84 pnt. kwalificatie 2: 10e; 74.34 pnt.                 |
| Olga Polyuk (2)         | aerials (v) | 15e       | kwalificatie 1: 12e; 70.76 pnt. kwalificatie 2: 9e; 74.97 pnt.                  |

### Kunstrijden
| Olympiër                                                                                         | Onderdeel | Resultaat | Prestatie |
| ------------------------------------------------------------------------------------------------ | --------- | --------- | --- |
| Yakov Godorozha                                                                                  | Mannen    | 20e       | 182.19 (korte kür: 62.65, vrije kür: 119.54) |
| Natalia Popova                                                                                   | Vrouwen   | 28e       | 47.42 (korte kür: 47.42, vrije kür niet bereikt) |
| Julia Lavrentieva Yuri Rudyk                                                                     | Paren     | 20e       | 44.30 (korte kür: 44.30, vrije kür niet bereikt) |
| Siobhan Heekin-Canedy Dmitri Dun                                                                 | IJsdansen | 24e       | 41.90 (korte kür: 41.90, vrije kür niet bereikt) |
| Yakov Godorozha Natalia Popova Julia Lavrentieva / Yuri Rudyk Siobhan Heekin-Canedy / Dmitri Dun | Team      | 9e        | 10 punten mannen - korte kür: 3 ptn. (60.51), vrije kür niet bereikt vrouwen - korte kür: 3 ptn. (53.44), vrije kür niet bereikt paren - korte kür: 2 ptn. (46.34), vrije kür niet bereikt ijsdansen - korte kür: 2 ptn. (49.19), vrije kür niet bereikt |

### Langlaufen
| Olympiër (deelname)                                                              | Onderdeel             | Resultaat    | Prestatie                                                                            |
| -------------------------------------------------------------------------------- | --------------------- | ------------ | ------------------------------------------------------------------------------------ |
| Oleksii Krasovskyi (2)                                                           | sprint (m)            | 81e          | kwalificatie: 4.35,08 (+1.06,73)                                                     |
| Oleksii Krasovskyi (2)                                                           | 15 km klassiek (m)    | 69e          | 44.35,4 (+6.05,7)                                                                    |
| Ruslan Perekhoda                                                                 | sprint (m)            | 50e          | kwalificatie: 3.43,61 (+15,26)                                                       |
| Ruslan Perekhoda Oleksii Krasovskyi                                              | teamsprint (m)        | halve finale | halve finale 2: 25.31,13 (11e)                                                       |
|                                                                                  |                       |              |                                                                                      |
| Maryna Antsybor (2)                                                              | sprint (v)            | 34e          | kwalificatie: 2.40,55 (+8,48)                                                        |
| Maryna Antsybor (2)                                                              | 15 km skiatlon (v)    | 49e          | totaal: 42.42,5 (+4.08,9) klassieke stijl: 21.06,1 (49e); vrije stijl: 21.01,9 (44e) |
| Maryna Antsybor (2)                                                              | 30 km vrije stijl (v) | 35e          | 1:16.22,7 (+5.17,5)                                                                  |
| Tetyana Antypenko                                                                | 10 km klassiek (v)    | 30e          | 31.06,9 (+2.49,1)                                                                    |
| Tetyana Antypenko                                                                | 15 km skiatlon (v)    | 52e          | totaal: 43.40,3 (+5.06,7) klassieke stijl: 21.19,5 (51e); vrije stijl: 21.41,6 (52e) |
| Kateryna Grygorenko (3)                                                          | 10 km klassiek (v)    | 49e          | 32.03,5 (+3.45,7)                                                                    |
| Kateryna Grygorenko (3)                                                          | 15 km skiatlon (v)    | 49e          | totaal: 42.47,2 (+4.13,6) klassieke stijl: 21.11,6 (50e); vrije stijl: 21.01,2 (43e) |
| Kateryna Grygorenko (3)                                                          | 30 km vrije stijl (v) | 38e          | 1:17.53,0 (+6.47,8)                                                                  |
| Marina Lisogor (2)                                                               | sprint (v)            | 58e          | kwalificatie: 2.53,22 (+21,15)                                                       |
| Marina Lisogor (2)                                                               | 10 km klassiek (v)    | 58e          | 33.35,4 (+5.17,6)                                                                    |
| Kateryna Serdyuk                                                                 | sprint (v)            | 45e          | kwalificatie: 2.44,12 (+12,05)                                                       |
| Valentina Shevchenko (4)                                                         | 10 km klassiek (v)    | 24e          | 30.33,0 (+2.15,2)                                                                    |
| Valentina Shevchenko (4)                                                         | 15 km skiatlon (v)    | 27e          | totaal: 40.50,7 (+2.17,1) klassieke stijl: 20.17,0 (34e); vrije stijl: 20.00,6 (18e) |
| Valentina Shevchenko (4)                                                         | 30 km vrije stijl (v) | 14e          | 1:12.42,6 (+1.37,4)                                                                  |
| Marina Lisogor Kateryna Serdyuk                                                  | teamsprint (v)        | DNS          | halve finale 2: niet gestart                                                         |
| Team: Tetyana Antypenko Valentina Shevchenko Maryna Antsybor Kateryna Grygorenko | estafette (v)         | 12e          | totaal: 56.56,1 (+3.53,4) 15.10,6 14.55,4 13.01,7 13.48,4                            |

### Noordse combinatie
| Olympiër         | Onderdeel                | Resultaat | Prestatie                                                                                     |
| ---------------- | ------------------------ | --------- | --------------------------------------------------------------------------------------------- |
| Viktor Pasichnyk | Gundersen normale schans | 42e       | 26.13,5 (+3.41,3) schansspringen: 95,0 m - 112.1 pnt. (27e; +1,18) langlaufen: 26.13,5 (42e)  |
| Viktor Pasichnyk | Gundersen grote schans   | 30e       | 23.59,6 (+2.10,1) schansspringen: 122,5 m - 104.6 pnt. (20e; +1,38) langlaufen: 23.59,6 (31e) |

### Rodelen
| Olympiër (deelname)                                                     | Onderdeel          | Resultaat | Prestatie                                                                                                |
| ----------------------------------------------------------------------- | ------------------ | --------- | --- |
| Andriy Kis (3)                                                          | enkel (m)          | 28e       | totaal: 3.32,796 run 1: 53,533 (30e) run 2: 53,358 (28e) run 3: 53,046 (29e) run 4: 52,859 (28e)         |
| Andriy Mandziy                                                          | enkel (m)          | 31e       | totaal: 3.33,602 run 1: 53,653 (33e) run 2: 53,660 (32e) run 3: 53,227 (32e) run 4: 53,062 (30e)         |
|                                                                         |                    |           | |
| Oleksandr Obolonchyk Roman Zakharkiv                                    | dubbel             | 17e       | totaal: 1.43,028 run 1: 51,795 (19e) run 2: 51,233 (16e)                                                 |
|                                                                         |                    |           | |
| Olena Shkhumova                                                         | enkel (v)          | 31e       | totaal: 3.34,847 run 1: 1.51,211 (18e) run 2: 1.51,092 (19e) run 3: 1.51,128 (17e) run 4: 1.01,416 (30e) |
| Olena Stetskiv                                                          | enkel (v)          | 26e       | totaal: 3.27,497 run 1: 52,064 (28e) run 2: 51,553 (26e) run 3: 51,991 (28e) run 4: 51,889 (26e)         |
|                                                                         |                    |           | |
| Team: Olena Shkhumova Andriy Kis Oleksandr Obolonchyk / Roman Zakharkiv | gemengde estafette | 11e       | totaal: 2.51,055 55,671 (10e) 56,882 (10e) 58,502 (12e)                                                  |

### Shorttrack
| Olympiër       | Onderdeel  | Resultaat | Prestatie             |
| -------------- | ---------- | --------- | --------------------- |
| Safiya Vlasova | 1000 m (v) | 26e       | heat 3: 1.32,495 (4e) |

### Snowboarden
| Olympiër (deelname)  | Onderdeel                | Resultaat | Prestatie                             |
| -------------------- | ------------------------ | --------- | ------------------------------------- |
| Yosyf Penyak (2)     | parallelreuzenslalom (m) | 23e       | kwalificatie: 1.41,14 (49,71 + 51,43) |
| Yosyf Penyak (2)     | parallelslalom (m)       | 19e       | kwalificatie: 1.00,17 (30,86 + 29,31) |
|                      |                          |           |                                       |
| Annamari Chundak (2) | parallelreuzenslalom (v) | 21e       | kwalificatie: 1.53,71 (56,61 + 56,10) |
| Annamari Chundak (2) | parallelslalom (v)       | 21e       | kwalificatie: 1.05,76 (32,51 + 33,25) |